# Tristan Thomas
Tristan Thomas (Brisbane, 23 maggio 1986) è un ostacolista e velocista australiano.

## Palmarès
| Anno | Manifestazione          | Sede      | Evento   | Risultato  | Prestazione | Note |
| ---- | ----------------------- | --------- | -------- | ---------- | ----------- | ---- |
| 2006 | Giochi del Commonwealth | Melbourne | 400 m hs | Semifinale | 50"56       |      |
| 2007 | Universiadi             | Bangkok   | 4x400 m  | Argento    | 3'02"76     |      |
| 2009 | Universiadi             | Belgrado  | 400 m hs | Oro        | 48"75       |      |
| 2009 | Universiadi             | Belgrado  | 4x400 m  | Oro        | 3'03"67     |      |
| 2009 | Mondiali                | Berlino   | 400 m hs | Semifinale | 49"76       |      |
| 2009 | Mondiali                | Berlino   | 4x400 m  | Bronzo     | 3'00"90     |      |
| 2011 | Mondiali                | Taegu     | 4x400 m  | Batteria   | 3'01"56     |      |
| 2012 | Giochi olimpici         | Londra    | 400 m hs | Semifinale | 50"55       |      |
| 2013 | Mondiali                | Mosca     | 400 m hs | Semifinale | 49"91       |      |
| 2013 | Mondiali                | Mosca     | 4x400 m  | 7º         | 3'02"26     |      |